# Kahoʻolawe
Kahoʻolawe (alt auch Kahulaui, engl. Kahoolawe, Kahoʻolawe im Geographic Names Information System) ist die kleinste der acht vulkanischen Hauptinseln Hawaiis. Der Name bedeutet in der hawaiischen Sprache „das Wegnehmen (durch Strömung)“. Sie liegt 11,2 km südwestlich von Maui und südöstlich von Lānaʻi und gehört zum Maui County. Die Insel darf nur mit Genehmigung betreten werden. Es gibt keine permanente Bevölkerung auf Kahoʻolawe.

## Geographie
Die Insel ist 18 km lang, 10 km breit und hat eine Fläche von 115,5 km². Der höchste Punkt ist mit einer Erhebung von 450 Metern der Puʻu ʻO Moaʻula Nui auf dem östlichen Kraterrand des Lua Makika. Die Insel ist relativ trocken, weil die niedrige Erhöhung nur wenig Niederschlag aus dem Nordost-Passat hervorbringen kann. Außerdem liegt sie im Regenschatten des 3055 m hohen Haleakalā auf Maui. Mehr als ein Viertel der Insel wurde zu einer saprolithischen Grundschicht erodiert.

## Gliederung
Traditionell war Kahoʻolawe ein ahupuaʻa von Honuaʻula (Makawao), eines der 12 moku von Maui. Heute ist Kahoʻolawe Teil des Distrikts Makawao, einer der sechs Distrikte von Maui County.
Es war in zwölf ʻili (traditionelle Selbstverwaltungs- und Selbstversorgungseinheiten der untersten Ebene) untergliedert, die später zu acht zusammengefasst wurden. Die acht ʻili sind nachstehend wiedergegeben, mit Reihenfolge gegen den Uhrzeigersinn, und Original-Flächenangaben in acres, beginnend im Nordosten der Insel:
| \| Nr. \| ʻili \| Fläche acres \| Fläche km² \| \| --- \| --------------- \| ------------ \| ---------- \| \| 1 \| Hakioawa \| 2283 \| 9,24 \| \| 2 \| Pāpākā \| 1443 \| 5,84 \| \| 3 \| Kuheia-Kaulana \| 3429 \| 13,88 \| \| 4 \| Ahupū \| 4351 \| 17,61 \| \| 5 \| Honokoʻa \| 1701 \| 6,88 \| \| 6 \| Kealaikahiki \| 3276 \| 13,26 \| \| 7 \| Kūnaka-Naʻalapa \| 9626 \| 38,96 \| \| 8 \| Kanapou \| 2511 \| 10,16 \| \| 9 \| (Lua Makika) \| 156 \| 0,63 \| \| \| Kahoʻolawe \| 28776 \| 116,45 \| |                 |              |            |
| Nr. | ʻili            | Fläche acres | Fläche km² |
| 1 | Hakioawa        | 2283         | 9,24       |
| 2 | Pāpākā          | 1443         | 5,84       |
| 3 | Kuheia-Kaulana  | 3429         | 13,88      |
| 4 | Ahupū           | 4351         | 17,61      |
| 5 | Honokoʻa        | 1701         | 6,88       |
| 6 | Kealaikahiki    | 3276         | 13,26      |
| 7 | Kūnaka-Naʻalapa | 9626         | 38,96      |
| 8 | Kanapou         | 2511         | 10,16      |
| 9 | (Lua Makika)    | 156          | 0,63       |
| | Kahoʻolawe      | 28776        | 116,45     |

Mit Ausnahme der beiden westlichsten ʻili Kealaikahiki und Honokoʻa laufen deren Grenzen zum Rand des Vulkankraters Lua Makika zusammen. Der Krater jedoch gehört zu keinem der ʻili und gilt auch nicht als ʻili.

## Bevölkerungsentwicklung
Kahoʻolawe hatte bis zum 19. Jahrhundert eine größere Bevölkerung. Seit der Nutzung der Insel als Ranch nahm die Bevölkerung stark ab. Seit dem Zensus von 1950 wurde keine ständige Bevölkerung mehr nachgewiesen.
| 1805 | 1828 | 1831 | 1832 | 1836 | 1837 | 1840 | 1841 | 1857 | 1858 | 1866 | 1875 | 1900 | 1910 | 1920 | 1930 | 1940 | 1950 |
| ---- | ---- | ---- | ---- | ---- | ---- | ---- | ---- | ---- | ---- | ---- | ---- | ---- | ---- | ---- | ---- | ---- | ---- |
| 160  | 28   | 32   | 80   | 80   | 20   | 80   | 17   | 15   | 15   | 18   | 12   | 0    | 2    | 3    | 2    | 1    | 0    |

## Geschichte
Die Insel wurde um 1000 besiedelt, dazu wurden kleine, vorübergehende Fischergemeinden entlang der Küste aufgebaut. Man kultivierte einige inländische Gebiete, wobei feinkörniger Basalt für Steinwerkzeuge verwendet wurde. Ursprünglich war das Land ein trockener, flacher Wald mit einigen Bächen, der sich aufgrund der Waldrodung für Ackerbau und Feuerholzbeschaffung zu einer offenen Savanne wandelte. Die Leute bauten Steinplattformen für religiöse Zeremonien, stellten Steine als Schreine für erfolgreiche Fischfänge auf und ritzten Petroglyphen oder Zeichnungen in die flache Oberfläche der Felsen. Diese Hinweise auf die frühe Zeit können noch heute gefunden werden.
Es ist nicht bekannt, wie viele Einwohner auf der Insel lebten, allerdings begrenzte der Mangel an Trinkwasser die Bevölkerung wahrscheinlich auf ein paar Hundert. 100 oder mehr Leute könnten einmal in Hakioawa, der größten Siedlung am Nordostende der Insel, gelebt haben.
Gewalttätige Kriege zwischen den konkurrierenden Häuptlingen verwüsteten das Land und führten zu einer Abnahme der Bevölkerung. Während des Kriegs von Kamokuhi überfiel und plünderte Kalaniopuʻu, der Herrscher der Insel Hawaiʻi, Kahoʻolawe in einem erfolglosen Versuch, Maui von Kamalalawalu, dem König von Maui, zu erobern. Von 1778 bis in die frühen 1800er Jahre berichteten Beobachter auf vorbeifahrenden Schiffen, dass die Insel unbewohnt und öde war, arm sowohl an Wasser als auch an Holz. Nach der Ankunft von Missionaren aus New England ersetzte die hawaiische Regierung von König Kamehameha III. die Todesstrafe durch das Exil und Kahoʻolawe wurde um 1830 zu einer Strafkolonie. Nahrung und Wasser waren knapp. Dies führte dazu, dass angeblich einige Gefangene verhungerten, was wiederum manche dazu veranlasste, durch den Kanal nach Maui zu schwimmen, um dort Nahrung zu finden. 1853 wurde das Gesetz, das die Insel zu einer Strafkolonie machte, aufgehoben.
1857 berichtete eine Untersuchung von ungefähr 50 Einwohnern, ungefähr 5000 Morgen (12,5 km²) mit Büschen bewachsenem Land und einem Feld mit Zuckerrohr auf Kahoolawe. Entlang der Küste wuchsen Tabak, Ananas, Kürbisse, Piligras (pee-lee) und Büsche. 1858 begann die hawaiische Regierung, Kahoʻolawe an Viehzuchtunternehmen zu verpachten. Einige erwiesen sich erfolgreicher als andere, aber der Mangel an Süßwasser blieb ein Hauptproblem. In den folgenden 80 Jahren veränderte sich die Landschaft dramatisch – Dürre und unkontrollierte Überweidung entblößten einen Großteil der Insel und ein starker Passatwind blies zudem den Oberboden weg.
Von 1910 bis 1918 bestimmte die hawaiische Territorialregierung Kahoʻolawe als ein Waldschutzgebiet in der Hoffnung, die Fauna mit einem Wiederbepflanzungsprogramm wiederherzustellen. Das Programm versagte und Landpachten wurden wieder verfügbar. 1918 pachtete der qualifizierte Viehzüchter Angus MacPhee aus Wyoming mit der Hilfe des Maui-Landbesitzers Harry Baldwin die Insel 21 Jahre lang, um eine Rinderfarm zu bauen. 1932 genoss der Viehzuchtbetrieb moderaten Erfolg. Nach zeitweise schweren Regenfällen sah es so aus, als würden einheimische Gräser und blühende Pflanzen keimen, aber die Dürre kehrte stets nach kurzem wieder zurück. 1941 verpachtete MacPhee einen Teil der Insel an die US-Armee weiter. Noch im gleichen Jahr verließ McPhee mit seinen Rindern aufgrund der fortwährenden Dürre die Insel.
Am 8. Dezember 1941, nach dem Angriff der Japaner auf Pearl Harbor, erklärte die US-Armee das Kriegsrecht in ganz Hawaiʻi und übernahm die Kontrolle von Kahoʻolawe. Bald fand die Insel dafür Verwendung, Amerikaner für den Krieg im Pazifik zu trainieren beziehungsweise vorzubereiten. Die Verwendung von Kahoolawe als Trainingsgebiet wurde als unabdingbar für das Überleben vieler junger Amerikaner angesehen.
Die USA führten eine neue Art des Krieges im Pazifik durch. Der Erfolg hing großteils von präzisem, schwerem Geschützfeuer der Schiffe ab, welche feindliche Positionen unter Beschuss nahmen, während sich Marines und Soldaten darum bemühten, Land unter ihre Kontrolle zu bekommen. Tausende Soldaten, Matrosen, Marines und Flieger bereiteten sich auf Kahoʻolawe auf die brutalen und kostspieligen Angriffe auf Inseln wie die Gilbert-Inseln, die Marianen und Iwo Jima vor.

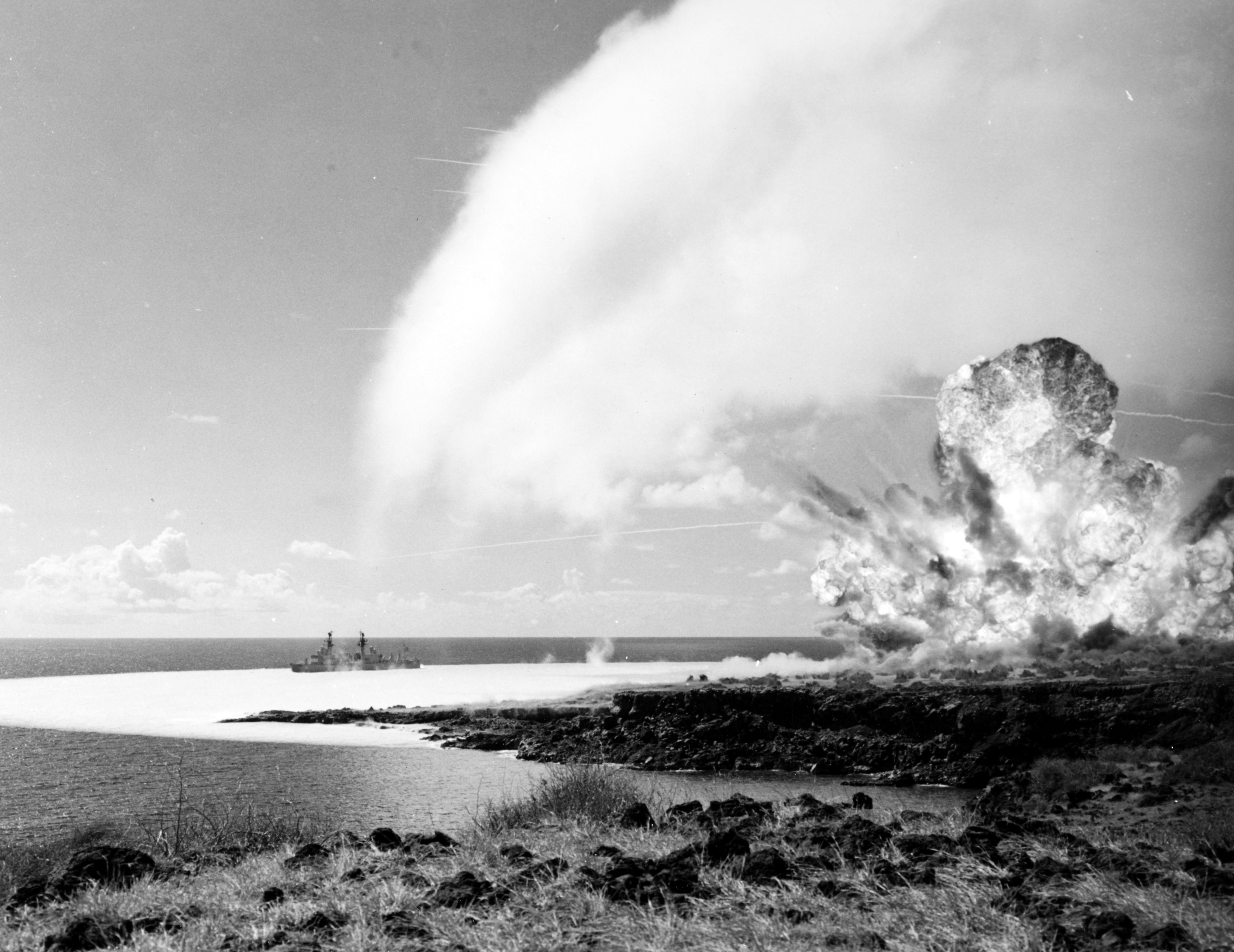
TNT-Detonation auf Kahoʻolawe, 1965

Das Training auf Kahoʻolawe wurde nach dem Zweiten Weltkrieg fortgesetzt. Während des Koreakrieges spielten trägergestützte Flugzeuge eine wichtige Rolle beim Angriff auf feindliche Flugplätze, Konvois und Truppensammelpunkte. Attrappen von Flugplätzen, Fahrzeugen und anderen Lagern wurden auf Kahoʻolawe errichtet, und während sich Piloten Bereitschaftsinspektionen in der nahen Barbers Point Naval Air Station unterzogen, übten sie, die aufgestellten Attrappen auf Kahoʻolawe ausfindig zu machen und zu treffen. Ein ähnliches Training kam im Kalten Krieg und im Vietnamkrieg zum Einsatz, als Attrappen von Flugzeugen und Radaranlagen für Piloten aufgestellt wurden.
1976 reichte eine Gruppierung, die sich "Protect Kahoʻolawe ʻOhana" (PKO) nannte, Klage beim Bundesgerichtshof ein, um die Verwendung der Insel für militärisches Training der Navy zu stoppen. Dieser Gruppierung ging es darum, die Einhaltung einer Anzahl von neuen ökologischen Gesetzen zu fordern und den Schutz der kulturellen Reichtümer von Kahoʻolawe zu sichern. 1977 erlaubte das Federal District Court des Districts Hawaiʻi der Navy, die Verwendung der Insel für militärische Zwecke fortzusetzen, aber das Gericht wies die Navy an, eine Umweltverträglichkeitsprüfung durchzuführen, um den Bestand der historischen Plätze zu gewährleisten. 1980 traten die Navy und die Protect Kahoʻolawe ʻOhana in ein Consent Decree ein, das die Fortsetzung des Militärtrainings, Oberflächensäuberung auf einem Teil der Insel, Bodenschutz, Ziegenausrottung und eine archäologische Begutachtung vorsah.
Am 18. Mai 1981 wurde die gesamte Insel dem National Register of Historic Places unterstellt. In dieser Zeit hatte Kahoʻolawe Archaeological District 544 archäologische und historische Plätze und über 2000 individuelle Merkmale verzeichnet. Als Teil des Bodenschutzes legten Arbeiter Linien von Sprengladungen, um die harte Grundschicht zu brechen und Baumsetzlinge zu pflanzen. Gebrauchte Reifen wurden auf die Insel gebracht und in tiefen Rinnen platziert, um die Erosion der roten Erde vom öden Hochland zu den umgebenden Ufern zu verlangsamen.
1990 befahl Präsident George H. W. Bush, das Training auf Kahoʻolawe zu beenden. 1991 wurde die Kahoʻolawe Island Conveyance Commission eingerichtet, um Bedingungen für die Übergabe Kahoʻolawes von der Bundesregierung an den Staat Hawaiʻi zu empfehlen.

## Anspruchsübergabe und Blindgänger-Aufräumarbeiten
1993 förderte Senator Daniel K. Inouye von Hawaiʻi den Titel X des Fiscal Year 1994 Department of Defense Appropriations Act, damit die USA Kahoʻolawe und die umgebenden Gewässer an Hawaiʻi abtreten. Titel X ist auch bekannt als "Aufräumen oder Beseitigung von Blindgängern" und ökologische Restaurierung der Insel, um "eine sinnvolle, sichere Verwendung der Insel für entsprechende kulturelle, historische, archäologische und aufklärerische Zwecke, wie es vom Staat Hawaiʻi bestimmt wurde", zu erreichen. Danach gründete der Staat die Kahoʻolawe Island Reserve Commission um Politik und Management des Kahoʻolawe-Naturschutzgebiets auszuüben. Wie vom Titel X angewiesen, und in Übereinstimmung mit der erforderlichen Navy/State of Hawaii Memorandum of Understanding, übergab die Navy den Anspruch auf die Insel am 9. Mai 1994 an den Staat Hawaiʻi.
Wie vom Titel X vorgeschrieben, behielt die Navy Zutrittskontrolle zur Insel, bis die Beseitigung und ökologische Restauration abgeschlossen waren, oder bis zum 11. November 2003, je nachdem, was früher kam. Der Staat war einverstanden, einen Nutzungsplan für Kahoʻolawe aufzustellen, und die Navy erklärte sich bereit, einen Aufräumungsplan, basierend auf dem Nutzungsplan, im Kongress durchzusetzen.

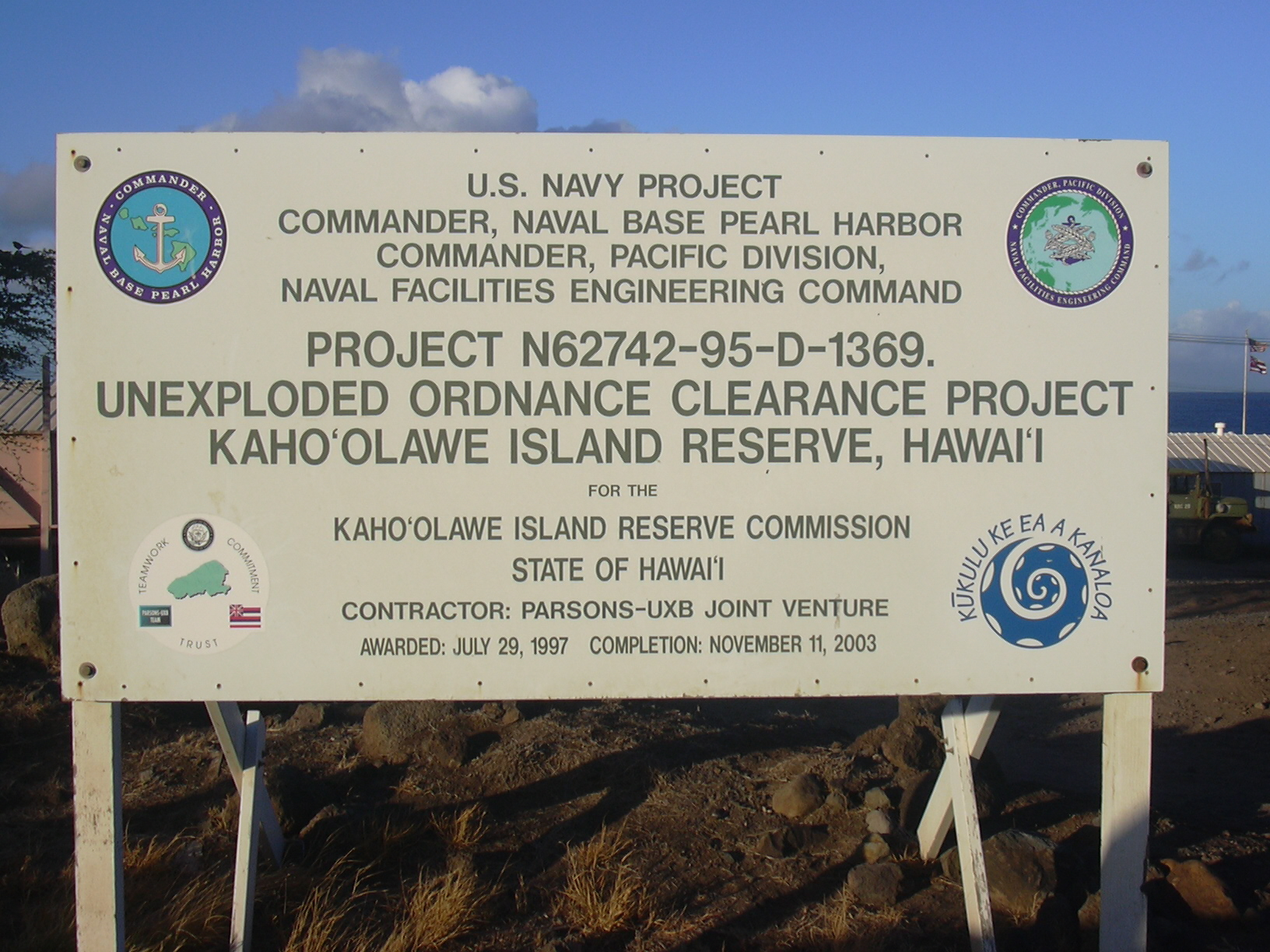
Hinweisschild der US Navy

Im Juli 1997 vergab die Navy einen Auftrag an das Parsons/UXB Joint Venture, die Geschütze von der Insel zu entsorgen. Nach der staatlichen und öffentlichen Überprüfung des Navy-Aufräumungsplans begann Parsons/UXB im November 1998 seine Arbeit.
Die Navy unternahm Aufräumarbeiten an den Blindgängern auf der Insel, viele davon sind aber immer noch vergraben oder an der Oberfläche vorhanden. Andere wurden die Wasserrinnen hinuntergespült, und wieder andere liegen vor der Küste unter Wasser.

## Kahoʻolawe Island Reserve
1993 richtete die hawaiische Regierung das Kahoʻolawe Island Reserve ein, welches aus der gesamten Insel und dem umgebenden Ozean im Umkreis von 3 km besteht. Nach dem Gesetz darf die Insel und ihre Gewässer nur für kulturelle, spirituelle und existenzielle Absichten der indigenen Bevölkerung sowie zum Fischen, zur ökologischen Restauration, zur historischen Erhaltung und zur Ausbildung verwendet werden. Eine kommerzielle Nutzung ist verboten.
Die Regierung rief auch die Kahoʻolawe Island Reserve Commission (KIRC) ins Leben, um das Gebiet zu verwalten. Die Restauration der Insel braucht eine Strategie zur Kontrolle der Erosion, zur Wiederherstellung der Vegetation sowie zur Wiederanhebung des Grundwasserspiegels. Die Pläne enthalten Methoden zur Dämmung der Wasserrinnen und Reduzierung des Regenwasserabflusses.
In einigen Gebieten werden eingeführte Pflanzen zur Bodenstabilisierung Anwendung finden, bevor einheimische Pflanzen gepflanzt werden können.